# Brobdingnag

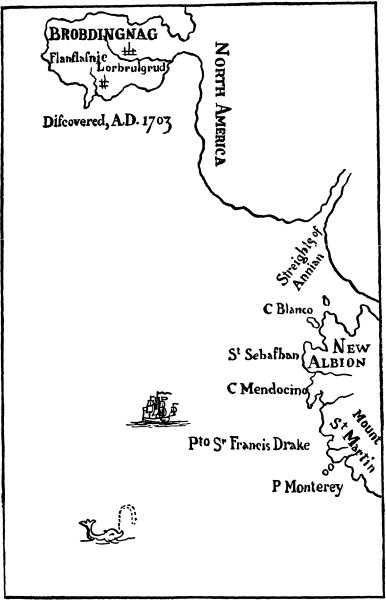
Carte de Brobdingnag.

Brobdingnag est un royaume de fiction où vit un peuple de géants, les Brobdingnags, dont parle Jonathan Swift dans son roman Les Voyages de Gulliver. 
Le navire de Gulliver ayant échoué sur l'île de Brobdingnag, il rencontre ces géants, dont les femmes ont des mœurs plutôt légères, et dont les courtisans sont hideux. 

## Royaume
Brobdingnag est une presqu'île située dans le Pacifique Nord, et séparée de l'Amérique du Nord par une chaîne de montagnes volcaniques. 

### Voies d'accès
Les côtes sont inaccessibles en raison des falaises abruptes qui les forment. Le royaume ne possède aucun port.
Le ciel de la presqu'île est sillonné par d'énormes aigles, ainsi que par d'autres oiseaux géants. Il est donc impossible de survoler le territoire ou d'y accéder par la voie des airs.

### Gouvernement
Le royaume est dirigé en autocratie par une famille royale, restée inchangée depuis le XVIIe siècle. Avant cette date, le pays était sous l'emprise de guerres entre le roi, les nobles et le peuple. Ces guerres prirent fin lorsque Barangatch Ier institua un tout nouveau code juridique et créa une gigantesque milice d'infanterie et de cavalerie. Les cavaliers, pour décourager toute rébellion, mesuraient trente mètres de haut.